# Egytollú izom

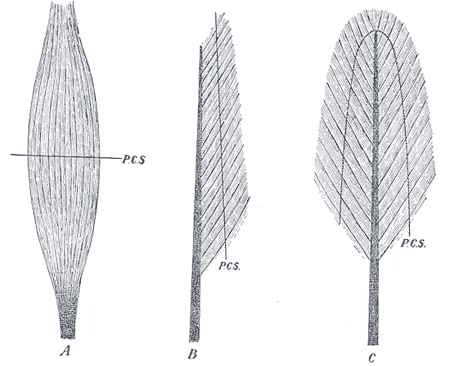
Az izmok szerkezete (a B az egytollú izom)

Az egytollú izmokban a rostok harántak és összetartanak úgy, mint egy madártoll. Az egyik oldalukon egy ín van, amely végigfut az izom teljes hosszán.